# 贝利斯卡
贝利斯卡，是西班牙卡斯蒂利亚-拉曼恰昆卡省的一个市镇。总面积43平方公里，总人口167人（2001年），人口密度4人/平方公里。

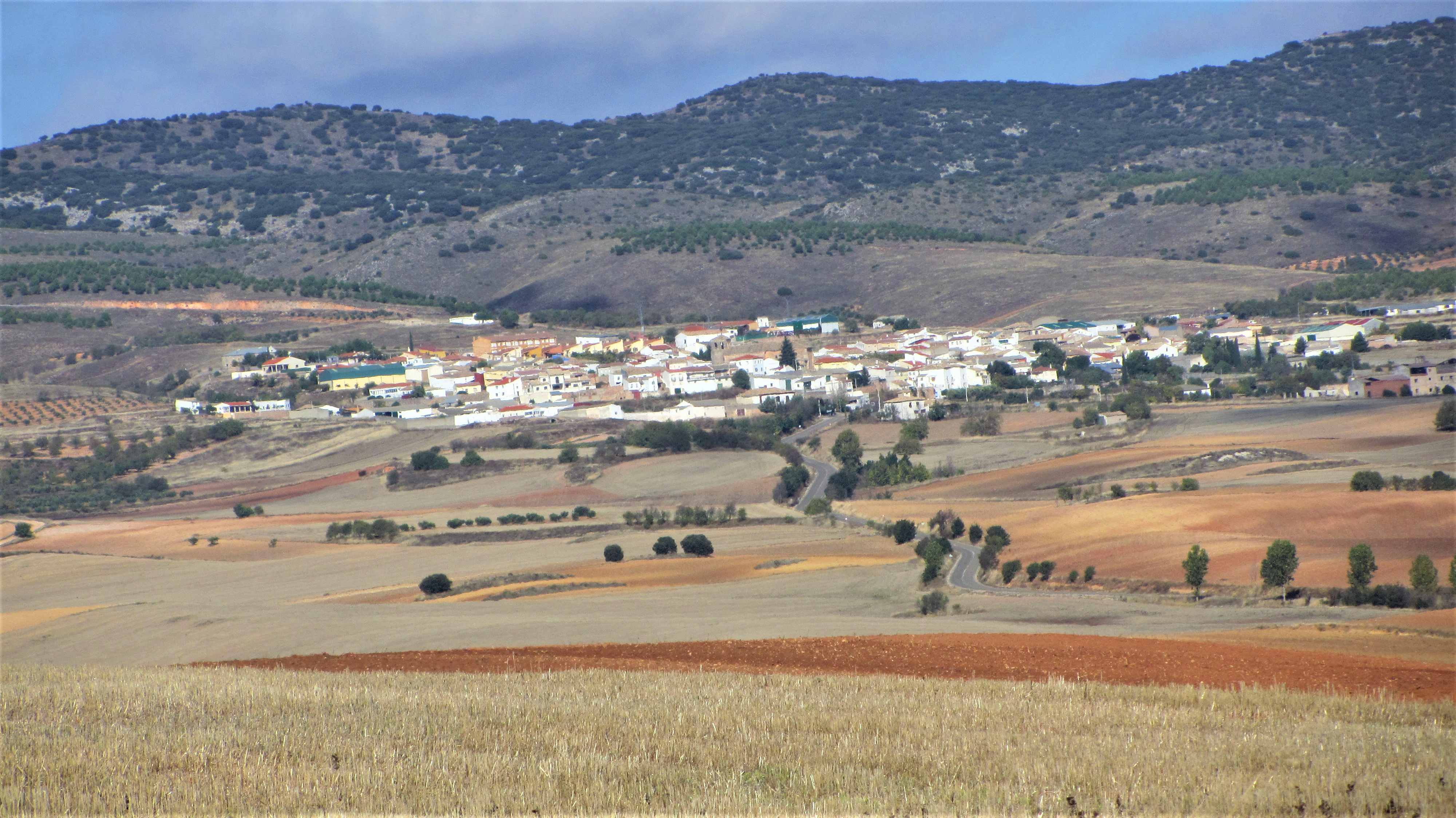
Panorámica
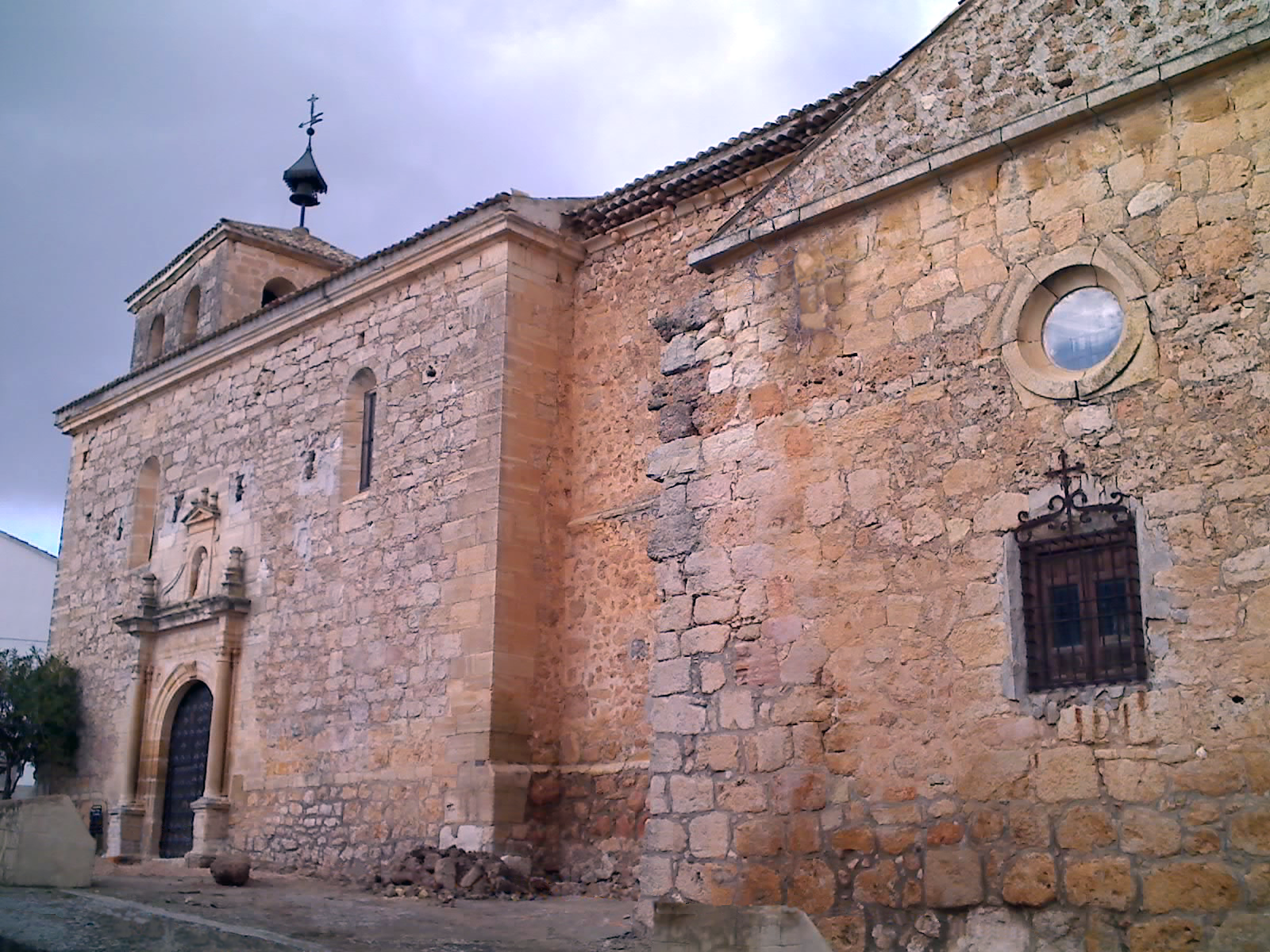
Iglesia de Ntra. Sra. de la Asunción
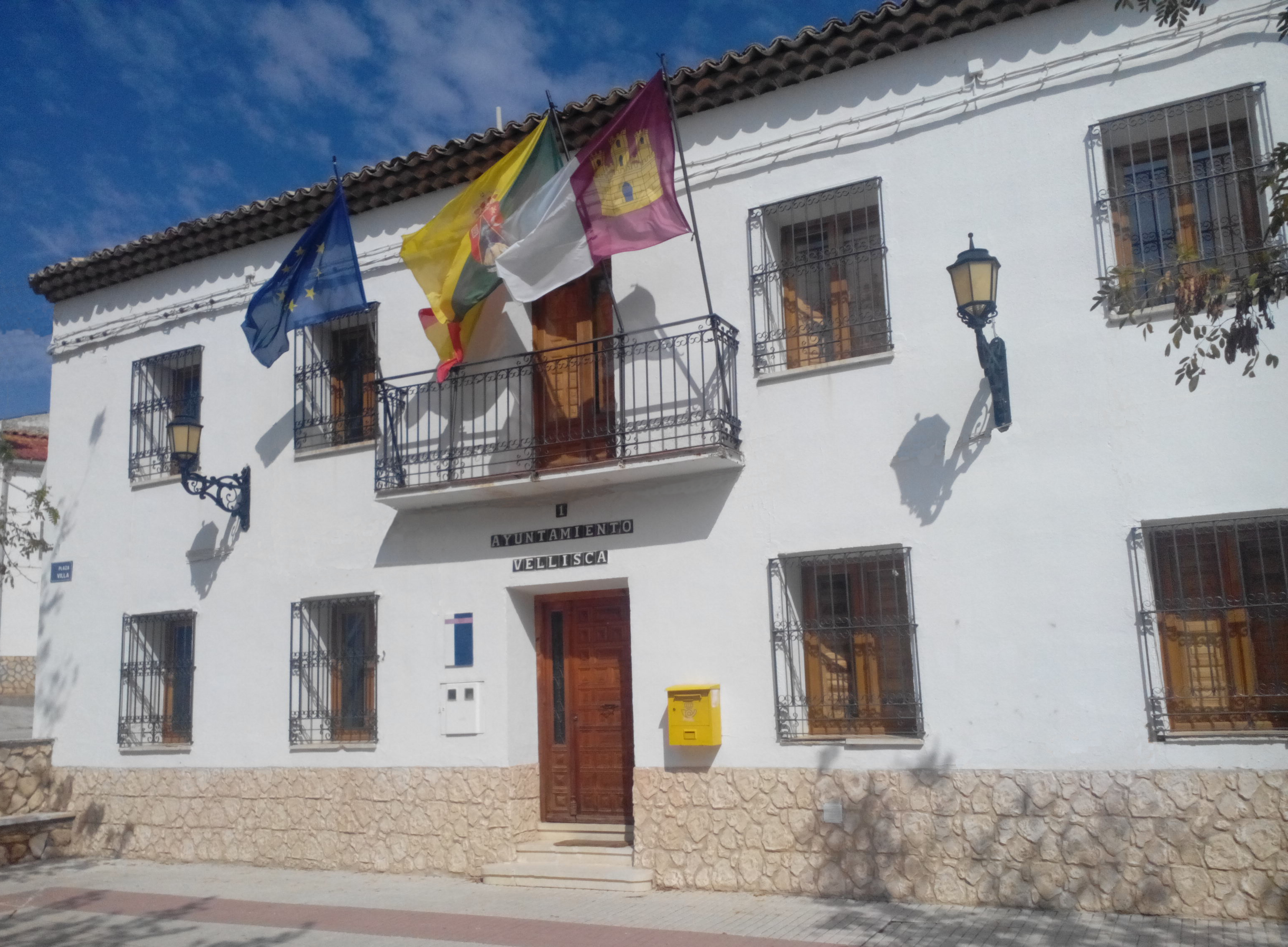
Ayuntamiento
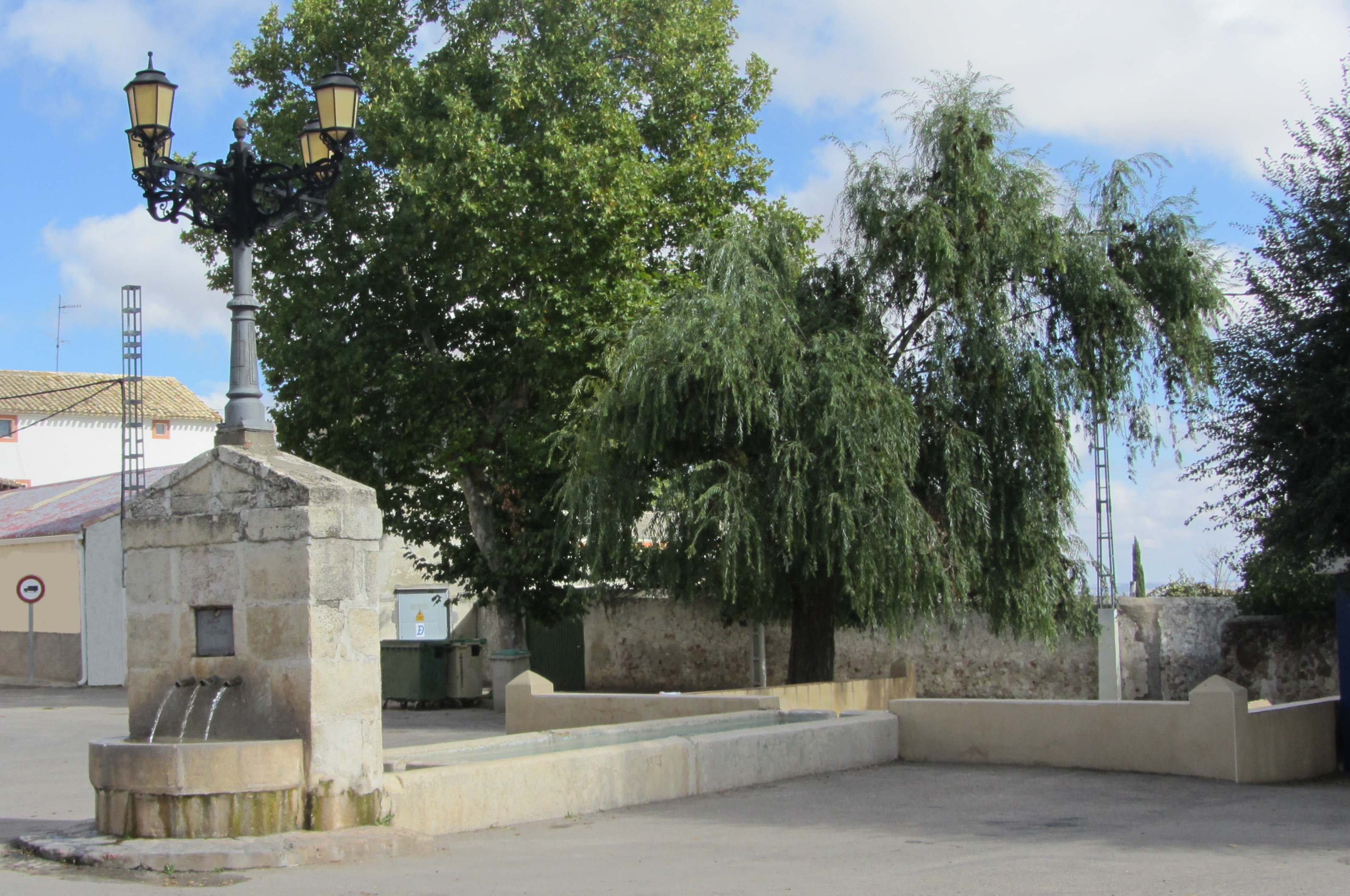
Fuente